# 래리 로든
래리 로든(Larry Rhoden, 1959년 2월 5일 ~ )은 미국의 정치인으로 현재 사우스다코타주 주지사이다.

## 경력
- 2001.01 ~ 2009.01 제76·77·78·79·80·81·82·83대 사우스다코타 하원의원
- 2009.01 ~ 2015.01 제84·85·86·87·88·89·90대 사우스다코타 상원의원
- 2017.01 ~ 2019.01 제92·93대 사우스다코타 하원의원
- 2019.01 ~ 2025.01 제39대 사우스다코타 부지사
- 2025.01 ~ 제34대 사우스다코타 주지사

## 역대 선거 결과
| 선거명      | 직책명                             | 대수 | 정당   | 득표율  | 득표수    | 결과 | 당락                     |
| ----------- | ---------------------------------- | ---- | ------ | ------- | --------- | ---- | ------------------------ |
| 2000년 선거 | 하원의원 (사우스다코타 제29선거구) | 76대 | 공화당 | 35.80%  | 6,329표   | 1위  | 사우스다코타 주의원 당선 |
| 2002년 선거 | 하원의원 (사우스다코타 제29선거구) | 78대 | 공화당 | 60.82%  | 5,567표   | 1위  | 사우스다코타 주의원 당선 |
| 2004년 선거 | 하원의원 (사우스다코타 제29선거구) | 80대 | 공화당 | 59.65%  | 7,118표   | 1위  | 사우스다코타 주의원 당선 |
| 2006년 선거 | 하원의원 (사우스다코타 제29선거구) | 82대 | 공화당 | 49.79%  | 5,356표   | 2위  | 사우스다코타 주의원 당선 |
| 2008년 선거 | 상원의원 (사우스다코타 제29부)     | 84대 | 공화당 | 65.94%  | 7,307표   | 1위  | 사우스다코타 주의원 당선 |
| 2010년 선거 | 상원의원 (사우스다코타 제29부)     | 86대 | 공화당 | 100.00% | 7,313표   | 1위  | 사우스다코타 주의원 당선 |
| 2012년 선거 | 상원의원 (사우스다코타 제29부)     | 88대 | 공화당 | 100.00% | 6,879표   | 1위  | 사우스다코타 주의원 당선 |
| 2016년 선거 | 하원의원 (사우스다코타 제29선거구) | 92대 | 공화당 | 59.81%  | 6,919표   | 1위  | 사우스다코타 주의원 당선 |
| 2018년 선거 | 사우스다코타 부지사                | 39대 | 공화당 | 64.10%  | 237,163표 | 1위  | 사우스다코타 부지사 당선 |
| 2022년 선거 | 사우스다코타 부지사                | 39대 | 공화당 | 61.98%  | 217,035표 | 1위  | 사우스다코타 부지사 당선 |